# Anna Margaretha Zwanziger
Anna Margaretha Zwanziger (Núremberg, 7 de agosto de 1760 - Kulmbach, 17 de septiembre de 1811) fue una asesina en serie alemana y una de las primeras criminales que utilizó el veneno como su principal arma de liquidación.

## Biografía
Anna Schönleben nació en Núremberg en 1760. Descrita por los cronistas de la época como una mujer "tosca, sin atractivo, sin feminidad y sin oratoria", se vería arrastrada al crimen por su desafortunada boda con su marido. Su esposo resultó ser un borracho matón que dilapidó la herencia de Anna antes de morir de alcoholismo. Cuando esto ocurrió, Anna contaba con 40 años. Después de intentar trabajar en una fábrica de juguetes, empezó a servir en casas con la esperanza de buscar entre sus patrones a un marido más comprensivo.
Su primer pretendido fue un juez llamado Glaser. Desafortunadamente para ella, estaba tan solo separado de su mujer. Aunque Anna intentaría impedir una reconciliación entre Glaser y su esposa. Una vez que la señora volvió a casa, Anna empezó a suministrar arsénico en el té de ésta hasta que murió. A pesar de ello, el juez no la quiso aceptar en matrimonio por lo que Anna envenenó por despecho a varias personas, invitados en una cena que organizó el juez. Afortunadamente, todos ellos sobrevivieron. 
Después de ser despedida por el juez Glaser, Zwanziger encontró trabajo en la casa de otro hombre de la ley. El juez Grohmann sería el nuevo objetivo matrimonial de Anna. Pero la fortuna volvió a jugarle otra mala pasada ya que Grohmann anunciaría poco después, sus planes de boda con otra mujer. Pero la ama de llaves no aceptaría tal decisión y administró veneno en un plato de sopa al señor, que moriría de forma agonizante. Esa misma noche, Anna intentó envenenar frustradamente a dos sirvientes, con los que no tenía buena relación. 
Su siguiente casa en la que servir sería la de otro juez. El juez Gebhard estaba casado. Pero la nueva sirvienta no tardaría en repartir dosis de veneno de forma usual. La salud de la dueña de la casa no tardaría en empeorar, muriendo a la semana siguiente entre tremendos dolores estomacales. Absolutamente enloquecida por el poder del veneno y por su teórica inmunidad, Anna envenenó a dos sirvientes más y al hijo del juez, al que había administrado una galleta mojada en leche con arsénico. Observando la sospechosa enfermedad de casi todos los habitantes de la casa, el juez analizó los restos de comida y pudo observar restos de arsénico. Pero cuando logró descubrir qué era, Anna ya había escapado, no sin antes dejar generosas dosis del veneno en los azucareros y saleros. 
En octubre de 1809, Anna sería arrestada después de haber enviado diferentes cartas a la familia Grohmann expresando el amor por el niño fallecido y que estaba dispuesta a olvidar los agravios que ha sufrido y reanudar sus funciones.
Después de seis meses de interrogatorios, Anna finalmente confesó. Dijo: "Sí, los maté y lo volvería a hacer si tuviera la oportunidad". También se refirió al arsénico como "su amigo fiel." Antes de ser condenada y decapitada en septiembre de 1811, dijo a sus ejecutores: "Quizás será mejor para la comunidad que muera, ya que sería imposible para mí renunciar a la práctica del envenenamiento de personas".